# Youssef Masrahi
Youssef Ahmed al-Masrahi (arabisch يوسف أحمد مسرحي, DMG Yūsuf Aḥmad Masraḥī; * 31. Dezember 1989 in Nadschran) ist ein saudi-arabischer Leichtathlet, der sich auf den 400-Meter-Lauf spezialisiert hat. Er ist Inhaber des Asienrekords über 400 Meter und siegte bei den Asienspielen sowie bei Asienmeisterschaften und zählt damit zu den erfolgreichsten Leichtathleten seines Landes.

## Sportliche Laufbahn
Erste internationale Erfahrungen sammelte Youssef Masrahi im Jahr 2007, als er bei den Hallenasienspielen in Macau in 3:11,29 min die Goldmedaille mit der saudischen 4-mal-400-Meter-Staffel gewann. 2009 qualifizierte er sich für die Weltmeisterschaften in Berlin, bei denen er mit 47,03 s in der ersten Runde ausschied. Anschließend gewann er bei den Arabischen Meisterschaften in Damaskus in 45,93 s die Bronzemedaille hinter dem Sudanesen Rabah Yousif und Mohamed Khouaja aus Libyen. Zudem siegte er mit der Staffel in 3:06,90 min. Bei den Hallenasienspielen in Hanoi gewann er in 47,49 s die Silbermedaille über 400 Meter hinter seinem Landsmann Ismail al-Sabiani und verteidigte mit der Staffel in 3:10,31 min den Titel von 2007. 2010 nahm er erstmals an den Asienspielen in Guangzhou teil und gewann dort in 45,71 s die Bronzemedaille hinter dem Katari Femi Ogunode und Yūzō Kanemaru aus Japan und siegte mit der Staffel in 3:02,30 min. 2011 siegte er dann bei den Asienmeisterschaften in Kōbe in 45,79 s im Einzelbewerb über 400 Meter und gewann mit der Staffel in 3:08,03 min die Silbermedaille hinter dem Team aus Japan. Anschließend gelangte er bei den Militärweltspielen in Rio de Janeiro über 400 Meter bis in das Finale und konnte dort seinen Lauf nicht beenden. Mit der Staffel nahm er an den Weltmeisterschaften in Daegu teil und verpasste dort mit 3:05,65 min den Einzug ins Finale. Bei den Panarabischen Spielen in Doha siegte er in 45,44 s über 400 Meter sowie in 3:07,22 min auch mit der Staffel. Im Jahr darauf qualifizierte er sich für die Olympischen Spiele in London und erreichte dort das Halbfinale, in dem er mit 45,91 s ausschied.
2013 siegte er bei den Arabischen Meisterschaften in Doha in 44,72 s über 400 Meter sowie in 3:06,23 min auch mit der Staffel. Anschließend verteidigte er bei den Asienmeisterschaften in Pune in 45,08 s seinen Titel über 400 Meter und siegte diesmal auch mit der Staffel mit neuem Meisterschaftsrekord von 3:02,53 min. Anschließend erreichte er bei den Weltmeisterschaften in Moskau das Finale und wurde dort in 44,97 s Sechster, verpasste dafür aber mit der Staffel mit 3:04,55 min den Finaleinzug. Ende September siegte er bei den Islamic Solidarity Games in Palembang in 45,18 s. Im Jahr darauf stellte er am 3. Juli in Lausanne mit 44,43 s einen Asienrekord auf und wurde beim Continentalcup in Marrakesch in 45,03 s Dritter hinter dem US-Amerikaner LaShawn Merritt und Isaac Makwala aus Botswana. Anschließend nahm er erneut an den Asienspielen in Incheon teil und siegte dort mit neuem Spielerekord von 44,46 s und gewann mit der Staffel in 3:04,03 min die Bronzemedaille hinter den Teams aus Japan und Südkorea. 2015 gewann er bei den Asienmeisterschaften in Wuhan in 45,14 s die Silbermedaille hinter dem Katari Abdalelah Haroun und sicherte sich auch mit der Staffel in 3:02,62 min die Silbermedaille hinter Katar. Zuvor schied er bei den World Relays auf den Bahamas mit 3:06,15 min im Vorlauf aus. Bei den Asienmeisterschaften in Peking verbesserte er im Vorlauf über 400 Meter den Asienrekord auf 43,93 s und belegte später im Finale in 45,15 s den achten Platz. Daraufhin siegte er bei den Militärweltspielen im südkoreanischen Mungyeong in 45,18 s. 2016 schaffte er erneut die Qualifikation für die Olympischen Spiele in Rio de Janeiro, jedoch wurde eine Woche vor Beginn der Spiele bekannt, dass er bei einer Dopingkontrolle positiv auf EPO getestet wurde und er wurde für vier Jahre gesperrt.
Nach ablauf der Sperre gewann er 2022 bei den Islamic Solidarity Games in Konya in 45,80 s die Silbermedaille über 400 Meter hinter dem Kasachen Michail Litwin und wurde mit der 4-mal-400-Meter-Staffel disqualifiziert. Im Jahr darauf gewann er bei den Arabischen Meisterschaften in Marrakesch in 45,32 s die Silbermedaille über 400 Meter hinter dem Katari Ashraf Hussen Osman und anschließend sicherte er sich bei den Asienmeisterschaften in Bangkok in 45,19 s die Bronzemedaille hinter den Japanern Kentarō Satō und Fuga Satō. Ende September siegte er bei den Asienspielen in Hangzhou in 45,55 s zum dritten Mal über 400 Meter.

## Persönliche Bestzeiten
- 200 Meter: 20,87 s (+1,0 m/s), 16. April 2016 in Walnut
- 400 Meter: 43,93 s, 23. August 2015 in Peking (Asienrekord)
  - 400 Meter (Halle): 47,49 s, 1. November 2009 in Hanoi